# Logania imbricata
Logania imbricata är en tvåhjärtbladig växtart som först beskrevs av André Guillaumin, och fick sitt nu gällande namn av Van Steenis och Leenh.. Logania imbricata ingår i släktet Logania och familjen Loganiaceae. Inga underarter finns listade i Catalogue of Life.